# Adalbertkirche (Krakau)

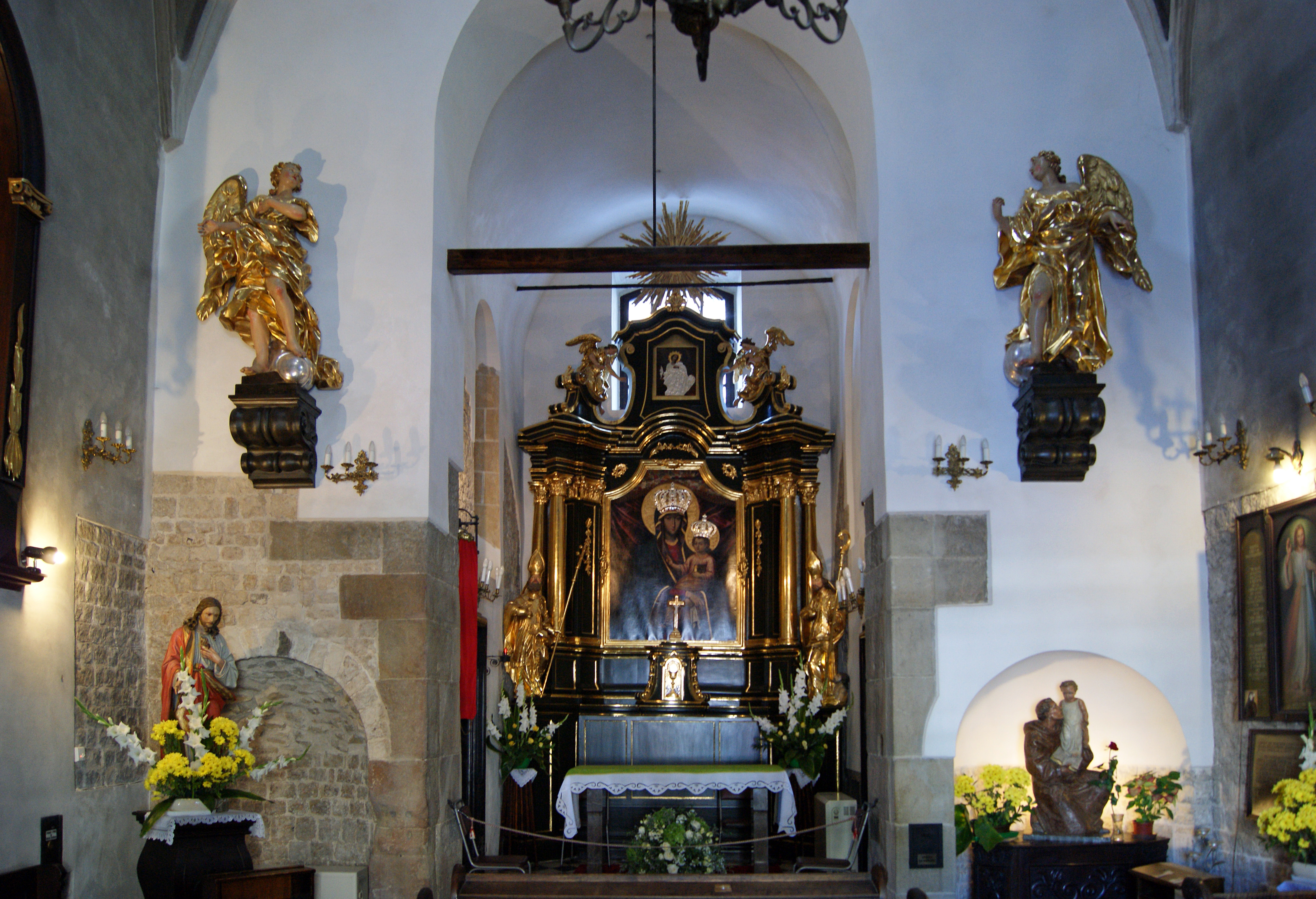
Innenraum

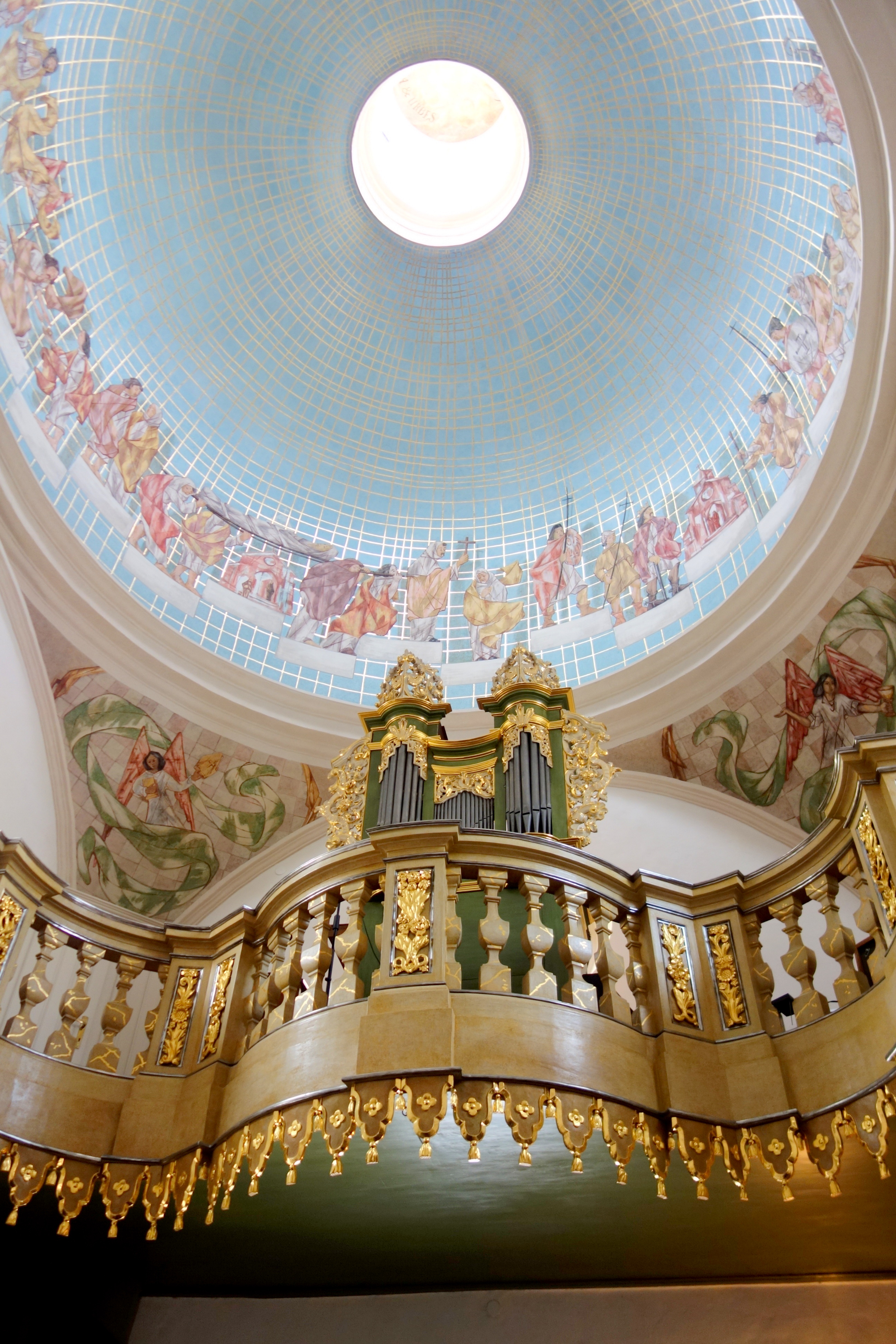
Kuppel

Die Adalbertkirche (polnisch 'Kościół św. Wojciecha ['kɔɕtɕuw ɕfʲɛ'tɛgɔ vɔɪ̯'tɕɛxa]) ist neben der Marienkirche ein Gotteshaus auf dem Hauptmarkt von Krakau. Sie befindet sich südöstlich der Tuchhallen und ist wohl die kleinste Kirche der Stadt, sowie eines der ältesten Beispiele für romanische Baukunst in Polen.

## Kirchenpatron
Die Kirche ist dem Schutzpatron Polens Adalbert von Prag geweiht, der von Krakau aus die Missionierung Preußens betrieb. In Legenden wird berichtet, dass er vor seinem Aufbruch zu den Pruzzen in dieser Kirche predigte.

## Geschichte und Baugeschichte
Die Adalbertkirche geht auf einen ersten steinernen Vorgängerbau aus dem 10. Jahrhundert zurück, der noch vorromanisch war. Allerdings soll sich an dieser Stelle in früheren Zeiten ein hölzernes, heidnisches Bauwerk befunden haben. Im 11. und 12. Jahrhundert wurde die Kirche im romanischen Stil umgebaut. Romanische Elemente blieben im Mauerwerk und in Form des Südportals bis in unsere Zeit erhalten. Natürlich diente das steinerne Gotteshaus auch Verteidigungszwecken; ähnlich wie die romanische Andreaskirche, in der die Krakauer Bevölkerung während des Mongolensturmes 1241 Schutz suchte. Die nicht in das regelmäßige Gefüge des Hauptmarktes passende Lage der Kirche, rührt von ihrer frühen Entstehungszeit her. Denn sie wurde noch vor der planmäßigen Neuanlegung der Stadt nach 1241 errichtet. 1404 wurde die Kirche auf Betreiben des Krakauer Bischofs Peter II. von Wysz Universitätspfründe. Im Jahre 1453 predigte hier Johannes Capistranus. Seine heutige Gestalt erhielt die Adalbertkirche zwischen 1611 und 1618, als sie unter Leitung Walenty Fontanas und des Pfarrers Sebastian Mirosz, großzügig im Stile des Barock umgestaltet wurde. Man erhöhte das niedrige Gebäude, fügte am quadratischen Hauptbau runde Fenster hinzu und bekrönte das Gotteshaus mit der Kuppel, samt ihrer zierlichen Laterne. Aber auch das barocke Westportal, sowie der Verputz gehen auf diese Umgestaltung zurück. Außerdem wurde die Kirche 1711 mit einer Sakristei ausgestattet. Darauf folgte die Nepomukkapelle, die 1781 dem Seligen Wincenty Kadłubek geweiht wurde.
Bedeutende Ausstattungsstücke sind ein gotisches Kruzifix im Regenbogen aus dem 15. Jahrhundert, sowie ein Gemälde des heiligen Adalbert aus dem 17. Jahrhundert, das von Kasper Kurcz geschaffen wurde.
In den Kellergewölben der Kirche wurde ein Museum eingerichtet, das sich mit der Geschichte des Marktplatzes auseinandersetzt (Muzeum Dziejów Rynku).

## Orgel
Auf der hölzernen barocken Empore, die mit einer elliptischen, in Grün und Gold gehaltenen Balustrade, versehen ist, befindet sich die Orgel der Adalbertkirche. Das Orgelprospekt ist dreiteilig und mit zwei Aufbauten versehen, das Gehäuse ist der farblichen Gestaltung der Empore angepasst. Es stammt aus dem Jahre 1740 und ist mit modernen Pfeifen von 1945 ausgestattet, zugleich wurde damals eine elektropneumatische Traktur angelegt. Die Pfeifen sind im mittleren Gehäuse in einer Reihe, in den zwei „Türmchen“ dagegen in V-Form versetzt angeordnet.
Die sechs Register der Orgel haben folgende Disposition:
| Manual C–f3 |           |    |
| 1.          | Salicet   | 8′ |
| 2.          | Bourdon   | 8′ |
| 3.          | Prinzipal | 4′ |
| 4.          | Rohrflöte | 2′ |
|             |           |    |
|             | Tremolo   |    |

| Pedal C–d1 |        |     |
| 5.         | Subbaß | 16′ |
| 6.         | Cello  | 8′  |

- Spielhilfen: Tutti.